# Lijst van rijksmonumenten in Sittard
De stad Sittard telt 170 inschrijvingen in het rijksmonumentenregister. Hieronder een overzicht. 
| Object | Oorspronkelijke functie?  | Bouwjaar                                                               | Architect                                      | Locatie                                      | Coördinaten?                  | Nr.?   | Afbeelding |
| --- | ------------------------- | ---------------------------------------------------------------------- | ---------------------------------------------- | -------------------------------------------- | ----------------------------- | ------ | --- |
| Woonhuis met lijstgevel | Werk-woonhuis             | 18e eeuw (woonhuis) 19e eeuw (voorgevel beklampt) 17e eeuw (schuur)    |                                                | Markt 26                                     | 50° 59' 54" NB, 5° 52' 15" OL | 18277  | Meer afbeeldingen |
| Hervormde kerk | Kerk en kerkonderdeel     | 1637                                                                   |                                                | Gruizenstraat 3                              | 50° 59' 51" NB, 5° 52' 9" OL  | 33668  | Meer afbeeldingen |
| Woonhuis met overgekraagde verdieping | Woonhuis                  | ca. 1593                                                               |                                                | Gruizenstraat 7                              | 50° 59' 50" NB, 5° 52' 10" OL | 33669  | Meer afbeeldingen |
| Woonhuisje met overkraagde verdieping maar gepleisterd                                                                                       | Woonhuis                  | 1593                                                                   |                                                | Gruizenstraat 9                              | 50° 59' 50" NB, 5° 52' 10" OL | 33670  | Meer afbeeldingen |
| Huis de Tempel | Boerderij                 | 1654                                                                   |                                                | Gruizenstraat 27                             | 50° 59' 49" NB, 5° 52' 9" OL  | 33671  | Meer afbeeldingen |
| Huis van baksteen | Woonhuis                  | eerste helft 17e eeuw                                                  |                                                | Helstraat 3                                  | 50° 59' 52" NB, 5° 52' 9" OL  | 33672  | Meer afbeeldingen |
| Witgeverfd huis van baksteen | Woonhuis                  | 1627 (ankerjaartal)                                                    |                                                | Helstraat 39                                 | 50° 59' 52" NB, 5° 52' 7" OL  | 33673  | Witgeverfd huis van baksteen |
| Witgeverfd huis van baksteen | Woonhuis                  | 1627 (ankerjaartal)                                                    |                                                | Helstraat 43                                 | 50° 59' 51" NB, 5° 52' 5" OL  | 33674  | Upload foto |
| Het Wijnhuis | Woonhuis                  | 1790 (ankerjaartal)                                                    |                                                | Helstraat 26                                 | 50° 59' 51" NB, 5° 52' 5" OL  | 33675  | Meer afbeeldingen |
| Het Kapittelhuis | Klooster, kloosteronderdl | eerste helft 18e eeuw                                                  |                                                | Kapittelstraat 4                             | 50° 59' 57" NB, 5° 52' 7" OL  | 33676  | Meer afbeeldingen |
| Twee grote bakstenen huizen met schilddak | Woonhuis                  | 18e eeuw                                                               |                                                | Kerkplein 14-15                              | 50° 59' 56" NB, 5° 52' 6" OL  | 33677  | Meer afbeeldingen |
| Sint-Petrus' Stoel van Antiochiëkerk, gotische kruisbasiliek met hoge toren                                                                  | Kerk en kerkonderdeel     | 14e eeuw                                                               | o.a. P.J.H. Cuypers                            | Kerkplein bij 1                              | 50° 59' 55" NB, 5° 52' 5" OL  | 33678  | Meer afbeeldingen |
| Bakstenen pakhuis | Opslag                    | 33679                                                                  |                                                | Kloosterplein 4                              | 50° 59' 57" NB, 5° 52' 9" OL  | 33679  | Meer afbeeldingen |
| Voormalige pastorie met eenvoudige lijstgevel                                                                                                | Kerkelijke dienstwoning   | 1830-1839                                                              |                                                | Kloosterplein 10                             | 50° 59' 57" NB, 5° 52' 8" OL  | 33680  | Meer afbeeldingen |
| Huis waarvan de voorgevel is voorzien van geblokte hoekpilasters. Pleister met blokwerk. Moderne winkelpui                                   | Woonhuis                  | 18e eeuw                                                               |                                                | Limbrichterstraat 47                         | 50° 59' 54" NB, 5° 52' 4" OL  | 33681  | Huis waarvan de voorgevel is voorzien van geblokte hoekpilasters. Pleister met blokwerk. Moderne winkelpui                                   |
| Huis waarvan de voorgevel is voorzien van geblokte hoekpilasters. Pleister met blokwerk. Moderne winkelpui                                   | Woonhuis                  | 18e of 19e eeuw                                                        |                                                | Limbrichterstraat 49                         | 50° 59' 54" NB, 5° 52' 4" OL  | 33682  | Upload foto |
| Huis met door hoeklisenen gelede voorgevel, waarin segmentboogvensters. Pleister met blokwerk. Pui gewijzigd. Raamhekjes                     | Woonhuis                  | 1770 (huis) 19e eeuw (winkelpui)                                       |                                                | Limbrichterstraat 53                         | 50° 59' 54" NB, 5° 52' 4" OL  | 33683  | Huis met door hoeklisenen gelede voorgevel, waarin segmentboogvensters. Pleister met blokwerk. Pui gewijzigd. Raamhekjes                     |
| Huis waarvan de voorgevel segmentboogvensters in Naamse steen heeft. Pleister met blokwerk. Winkelpui 19e-eeuws                              | Woonhuis                  | 18e eeuw (huis) 19e eeuw (winkelpui)                                   |                                                | Limbrichterstraat 55                         | 50° 59' 54" NB, 5° 52' 3" OL  | 33684  | Huis waarvan de voorgevel segmentboogvensters in Naamse steen heeft. Pleister met blokwerk. Winkelpui 19e-eeuws                              |
| Huis | Woonhuis                  | 18e eeuw                                                               |                                                | Limbrichterstraat 59                         | 50° 59' 54" NB, 5° 52' 3" OL  | 33685  | Huis |
| Huis, voorgevel met vensterkozijnen van Naamse steen, oorspronkelijk kruis- resp. tweelichtkozijnen. Pleister met blokwerk, latere winkelpui | Woonhuis                  | eerste helft 18e eeuw                                                  |                                                | Limbrichterstraat 61                         | 50° 59' 54" NB, 5° 52' 3" OL  | 33686  | Huis, voorgevel met vensterkozijnen van Naamse steen, oorspronkelijk kruis- resp. tweelichtkozijnen. Pleister met blokwerk, latere winkelpui |
| Huis, voorgevel gepleisterd met blokwerk. Moderne winkelpui                                                                                  | Woonhuis                  | eerste helft 18e eeuw                                                  |                                                | Limbrichterstraat 63                         | 50° 59' 54" NB, 5° 52' 3" OL  | 33688  | Huis, voorgevel gepleisterd met blokwerk. Moderne winkelpui                                                                                  |
| Huis met smalle voorgevel | Werk-woonhuis             | laatste helft 17e eeuw 18e eeuw                                        |                                                | Limbrichterstraat 14                         | 50° 59' 53" NB, 5° 52' 10" OL | 33689  | Meer afbeeldingen |
| Oorspronkelijk twee huizen, tezamen met overgekraagde vakwerk bovenbouw met andreaskruisen                                                   | Woonhuis                  | 17e eeuw                                                               |                                                | Limbrichterstraat 16                         | 50° 59' 53" NB, 5° 52' 10" OL | 33690  | Meer afbeeldingen |
| Huis | Woonhuis                  | 18e eeuw                                                               |                                                | Limbrichterstraat 54                         | 50° 59' 54" NB, 5° 52' 2" OL  | 33691  | Huis |
| Huis | Woonhuis                  | 18e eeuw                                                               |                                                | Limbrichterstraat 56                         | 50° 59' 54" NB, 5° 52' 2" OL  | 33692  | Huis |
| Bakstenen huis met schilddak | Werk-woonhuis             | eerste helft 19e eeuw                                                  |                                                | Markt 3                                      | 50° 59' 51" NB, 5° 52' 14" OL | 33693  | Meer afbeeldingen |
| Bakstenen huis met schilddak | Werk-woonhuis             | eerste helft 19e eeuw                                                  |                                                | Markt 4                                      | 50° 59' 51" NB, 5° 52' 14" OL | 33694  | Meer afbeeldingen |
| Groot bakstenen huis met wolfsdak | Woonhuis                  | laatste kwart 18e eeuw                                                 |                                                | Markt 5                                      | 50° 59' 51" NB, 5° 52' 14" OL | 33695  | Meer afbeeldingen |
| De Gats | Werk-woonhuis             | ca. 1600                                                               |                                                | Markt 20                                     | 50° 59' 54" NB, 5° 52' 12" OL | 33699  | Meer afbeeldingen |
| Hotel De Limb(o)urg | Woonhuis                  | laatste helft 18e eeuw                                                 |                                                | Markt 22                                     | 50° 59' 54" NB, 5° 52' 13" OL | 33700  | Meer afbeeldingen |
| Huis met geblokte lisenen aan de gecemente voorgevel                                                                                         | Werk-woonhuis             | laatste helft 18e eeuw                                                 |                                                | Markt 23                                     | 50° 59' 54" NB, 5° 52' 13" OL | 33701  | Meer afbeeldingen |
| Sint-Michielskerk, gebouwd als kloosterkerk voor de dominicanen                                                                              | Kerk en kerkonderdeel     | 1659-1661                                                              |                                                | Markt 24                                     | 50° 59' 54" NB, 5° 52' 14" OL | 33702  | Meer afbeeldingen |
| Bakstenen huis met zijtopgevel | Werk-woonhuis             | 18e eeuw                                                               |                                                | Markt 25                                     | 50° 59' 54" NB, 5° 52' 14" OL | 33703  | Meer afbeeldingen |
| Groot huis met in de gepleisterde voorgevel                                                                                                  | Werk-woonhuis             | 19e eeuw                                                               |                                                | Markt 28                                     | 50° 59' 53" NB, 5° 52' 16" OL | 33704  | Meer afbeeldingen |
| Eenvoudig huis met wolfdak | Werk-woonhuis             | 19e eeuw                                                               |                                                | Markt 30                                     | 50° 59' 53" NB, 5° 52' 16" OL | 33705  | Meer afbeeldingen |
| Eenvoudig huis | Werk-woonhuis             | 19e eeuw                                                               |                                                | Markt 32                                     | 50° 59' 53" NB, 5° 52' 17" OL | 33706  | Meer afbeeldingen |
| Hoekhuis met wolfdak | Werk-woonhuis             | eerste helft 19e eeuw                                                  |                                                | Markt 35                                     | 50° 59' 53" NB, 5° 52' 17" OL | 33707  | Meer afbeeldingen |
| Voormalig Dominicanenklooster | Klooster, kloosteronderdl | 17e/18e eeuw                                                           |                                                | Oude Markt 1                                 | 50° 59' 55" NB, 5° 52' 14" OL | 33708  | Meer afbeeldingen |
| Basiliek van Onze-Lieve-Vrouw van het Heilig Hart                                                                                            | Kerk en kerkonderdeel     | 1875-1877                                                              | Johannes Kayser                                | Oude Markt 3                                 | 50° 59' 57" NB, 5° 52' 12" OL | 33709  | Meer afbeeldingen |
| Complex bestaande uit vier vleugels om een pandhof                                                                                           | Klooster, kloosteronderdl | laatste kwart 19e eeuw                                                 | J. Kayser                                      | Oude Markt 16                                | 50° 59' 56" NB, 5° 52' 11" OL | 33711  | Meer afbeeldingen |
| Hoog bakstenen hoekhuis met schilddak | Werk-woonhuis             |                                                                        |                                                | Paardestraat 5                               | 50° 59' 53" NB, 5° 52' 18" OL | 33712  | Hoog bakstenen hoekhuis met schilddak |
| Stadbroekermolen: gebouwencomplex, gelegen aan drie zijden van een open binnenplaats                                                         | Industrie- en poldermolen | 17e/18e/19e eeuw                                                       |                                                | Oudeweg 235                                  | 51° 0' 8" NB, 5° 52' 44" OL   | 33713  | Meer afbeeldingen |
| Molen van Hochstenbach (restant) | Industrie- en poldermolen | 1823 - 1825                                                            |                                                | Paardestraat 40                              | 50° 59' 57" NB, 5° 52' 23" OL | 33714  | Meer afbeeldingen |
| Voormalig Klooster Sint Agnetenberg | Klooster, kloosteronderdl | 1699-1702 (kapel)                                                      |                                                | Plakstraat 24                                | 50° 59' 48" NB, 5° 52' 17" OL | 33715  | Meer afbeeldingen |
| Groot bakstenen huis, de gevels geleed door doorgaande pilasters                                                                             | Woonhuis                  | 18e eeuw                                                               |                                                | Putstraat 1                                  | 50° 59' 52" NB, 5° 52' 16" OL | 33716  | Groot bakstenen huis, de gevels geleed door doorgaande pilasters                                                                             |
| Huis met segmentboogvensters in geprofileerde omlijstingen                                                                                   | Woonhuis                  | derde kwart 19e eeuw                                                   |                                                | Putstraat 3                                  | 50° 59' 52" NB, 5° 52' 17" OL | 33717  | Meer afbeeldingen |
| Huis van baksteen | Woonhuis                  | eerste helft 18e eeuw                                                  |                                                | Putstraat 5                                  | 50° 59' 52" NB, 5° 52' 17" OL | 33718  | Huis van baksteen |
| Huis van baksteen | Woonhuis                  | eerste helft 18e eeuw                                                  |                                                | Putstraat 7                                  | 50° 59' 52" NB, 5° 52' 17" OL | 33719  | Huis van baksteen |
| Gepleisterd huis van baksteen | Woonhuis                  | 19e eeuw                                                               |                                                | Putstraat 9                                  | 50° 59' 52" NB, 5° 52' 18" OL | 33720  | Meer afbeeldingen |
| Huis van baksteen | Woonhuis                  | 19e eeuw                                                               |                                                | Putstraat 11                                 | 50° 59' 51" NB, 5° 52' 18" OL | 33721  | Meer afbeeldingen |
| Huis, blijkens ankers in de gepleisterde voorgevel                                                                                           | Woonhuis                  | 1687 (ankers)                                                          |                                                | Putstraat 17                                 | 50° 59' 51" NB, 5° 52' 19" OL | 33722  | Meer afbeeldingen |
| Huis | Woonhuis                  | 18e eeuw                                                               |                                                | Putstraat 19                                 | 50° 59' 51" NB, 5° 52' 19" OL | 33723  | Meer afbeeldingen |
| Huis, blijkens ankers in de gepleisterde voorgevel                                                                                           | Woonhuis                  | 1680 (ankers)                                                          |                                                | Putstraat 23                                 | 50° 59' 51" NB, 5° 52' 20" OL | 33724  | Meer afbeeldingen |
| Huis | Woonhuis                  | 18e eeuw                                                               |                                                | Putstraat 25                                 | 50° 59' 50" NB, 5° 52' 20" OL | 33725  | Meer afbeeldingen |
| Huis | Woonhuis                  | 18e eeuw                                                               |                                                | Putstraat 27                                 | 50° 59' 50" NB, 5° 52' 20" OL | 33726  | Upload foto |
| Bakstenen huis met zijtrapgevel en in de voorgevel een ingang en vensters in naamse steen                                                    | Woonhuis                  | laatste helft 18e eeuw                                                 |                                                | Putstraat 29                                 | 50° 59' 50" NB, 5° 52' 20" OL | 33727  | Meer afbeeldingen |
| Eenvoudig huis | Woonhuis                  | 18e eeuw                                                               |                                                | Putstraat 31                                 | 50° 59' 50" NB, 5° 52' 20" OL | 33728  | Meer afbeeldingen |
| Eenvoudig hoekhuis | Werk-woonhuis             | 18e eeuw                                                               |                                                | Putstraat 4                                  | 50° 59' 52" NB, 5° 52' 17" OL | 33729  | Eenvoudig hoekhuis |
| Gepleisterd hoekhuis | Werk-woonhuis             | 19e eeuw                                                               |                                                | Putstraat 6                                  | 50° 59' 52" NB, 5° 52' 18" OL | 33730  | Meer afbeeldingen |
| Eenvoudig huis | Woonhuis                  | 19e eeuw                                                               |                                                | Putstraat 8                                  | 50° 59' 52" NB, 5° 52' 18" OL | 33731  | Meer afbeeldingen |
| Huis met koetspoort | Woonhuis                  | 19e eeuw                                                               |                                                | Putstraat 10                                 | 50° 59' 52" NB, 5° 52' 18" OL | 33732  | Meer afbeeldingen |
| Eenvoudig huis | Woonhuis                  | 19e eeuw                                                               |                                                | Putstraat 12                                 | 50° 59' 52" NB, 5° 52' 19" OL | 33733  | Meer afbeeldingen |
| Eenvoudig huis | Woonhuis                  | 19e eeuw                                                               |                                                | Putstraat 14                                 | 50° 59' 52" NB, 5° 52' 19" OL | 33734  | Meer afbeeldingen |
| Huis | Woonhuis                  | eerste helft 17e eeuw                                                  |                                                | Putstraat 22                                 | 50° 59' 51" NB, 5° 52' 20" OL | 33735  | Huis |
| Inpandig huis | Woonhuis                  | 1768                                                                   |                                                | Putstraat 30                                 | 50° 59' 50" NB, 5° 52' 21" OL | 33736  | Meer afbeeldingen |
| Eenvoudig huis | Woonhuis                  | eerste helft 19e eeuw                                                  |                                                | Putstraat 32                                 | 50° 59' 50" NB, 5° 52' 21" OL | 33737  | Eenvoudig huis |
| Hoekhuis | Woonhuis                  | laatste kwart 17e eeuw-eerste helft 18e eeuw                           |                                                | Putstraat 38                                 | 50° 59' 50" NB, 5° 52' 22" OL | 33738  | Meer afbeeldingen |
| Jacob Kritzraedthuis | Woonhuis                  | 1620                                                                   |                                                | Rosmolenstraat 2                             | 50° 59' 50" NB, 5° 52' 14" OL | 33739  | Meer afbeeldingen |
| Huis met gepleisterde voorgevel | Woonhuis                  | 18e eeuw                                                               |                                                | Putstraat 50                                 | 50° 59' 49" NB, 5° 52' 23" OL | 33740  | Meer afbeeldingen |
| Vestingwerken van Sittard: Begijnenhofwal, Dominicanerwal, Sanderboutwal, Agnetenwal, Fort Sanderbout                                        | Fort, vesting en -onderdl |                                                                        |                                                | Wallen binnen beschermd stadsgezicht Sittard | 50° 59' 52" NB, 5° 52' 25" OL | 33741  | Meer afbeeldingen |
| Hoeve met gepleisterde voorgevel | Boerderij                 | 1781                                                                   |                                                | Dorpstraat 35                                | 51° 0' 7" NB, 5° 53' 40" OL   | 33742  | Hoeve met gepleisterde voorgevel |
| Hoeve met aan de binnenplaats vakwerk en dakoverstek op bewerkte consoles                                                                    | Boerderij                 | 17e eeuw                                                               |                                                | Dorpstraat 42                                | 51° 0' 44" NB, 5° 48' 59" OL  | 33743  | Meer afbeeldingen |
| Hoeve van baksteen en aan de binnenplaats vakwerk                                                                                            | Boerderij                 | 1747 (ankerjaartal)                                                    |                                                | Kruisstraat 28                               | 51° 0' 8" NB, 5° 53' 51" OL   | 33744  | Meer afbeeldingen |
| Sint-Rosakapel | Kapel                     | 1675 18e eeuw (altaar en antependium)                                  |                                                | Hoek Kollenberger- en Kapellerweg (Dlnd)     | 50° 59' 24" NB, 5° 52' 44" OL | 33749  | Meer afbeeldingen |
| Hoeve Lahrhof | Boerderij                 | 1760 (ankerjaartal) 19e eeuw (gesplitst)                               |                                                | Lahrstraat 93                                | 50° 59' 28" NB, 5° 53' 40" OL | 33750  | Meer afbeeldingen |
| Stuwsluis met brug | Brug                      | 1779                                                                   |                                                | Neerijnen                                    | 50° 59' 22" NB, 5° 51' 42" OL | 33769  | Stuwsluis met brug |
| Hoeve Bergerhof, met binnenplaats | Boerderij                 | 17e/18e eeuw                                                           |                                                | Irenelaan 8                                  | 50° 59' 27" NB, 5° 51' 53" OL | 33770  | Meer afbeeldingen |
| Boerenhuis met bakstenen benedenbouw, daarboven van vakwerk                                                                                  | Boerderij                 |                                                                        |                                                | Ophoven 3                                    | 50° 59' 41" NB, 5° 51' 42" OL | 33771  | Meer afbeeldingen |
| De Ophovenerhof: hoeve, bakhuis en stookhuis met azijnpers                                                                                   | Boerderij                 | 1763 (hoeve) eerste helft 19e eeuw (bakhuis en stookhuis)              |                                                | Molenweg 53                                  | 50° 59' 15" NB, 5° 51' 42" OL | 33772  | Meer afbeeldingen |
| Hoeve van baksteen gelegen aan een binnenplaats met vakwerk en andreaskruisen                                                                | Boerderij                 | 1802 (ankers)                                                          |                                                | Molenweg 22                                  | 50° 59' 19" NB, 5° 51' 34" OL | 33773  | Meer afbeeldingen |
| Ophovenermolen | Industrie- en poldermolen | 1716                                                                   |                                                | Molenweg 56                                  | 50° 59' 17" NB, 5° 51' 46" OL | 33774  | Meer afbeeldingen |
| Twee haaks op elkaar staande pandjes zonder verdieping                                                                                       | Woonhuis                  | eind 19e eeuw                                                          |                                                | Ophoven 7                                    | 50° 59' 41" NB, 5° 51' 41" OL | 33775  | Meer afbeeldingen |
| Gepleisterd dwarshuis zonder verdieping en met door pannen gedekt zadeldak                                                                   | Woonhuis                  | 19e eeuw                                                               |                                                | Ophoven 11                                   | 50° 59' 41" NB, 5° 51' 42" OL | 33776  | Meer afbeeldingen |
| Huis Watersley | Kasteel, buitenplaats     | 1752                                                                   |                                                | Watersley 1                                  | 50° 58' 47" NB, 5° 53' 5" OL  | 33777  | Meer afbeeldingen |
| Watersleyhof | Boerderij                 | 16e eeuw (eerste vermelding) 18e/19e eeuw (binnenplaats) 1856 (schuur) |                                                | Watersley 2                                  | 50° 58' 45" NB, 5° 53' 11" OL | 33778  | Meer afbeeldingen |
| Boerderij met binnenplaats | Boerderij                 | eerste helft 19e eeuw                                                  |                                                | Hasseltsebaan 100                            | 51° 1' 36" NB, 5° 51' 14" OL  | 34955  | Boerderij met binnenplaats |
| Muur met ingebrachte acht grafstenen | Erfscheiding              | 19e eeuw (muur) 17e eeuw (grafstenen)                                  |                                                | Wilhelminastraat bij 33A                     | 50° 59' 59" NB, 5° 51' 44" OL | 388512 | Upload foto |
| Eenklaviersorgel in de Christus' Hemelvaartkerk                                                                                              | Kerk en kerkonderdeel     | ca. 1750                                                               |                                                | Hemelsley 240                                | 50° 59' 57" NB, 5° 53' 9" OL  | 422863 | Meer afbeeldingen |
| Pompstation Bergerweg | Nutsbedrijf               | 1915, 1938 (latere uitbreiding)                                        | Jos Wielders, G. Cuijpers (latere uitbreiding) | Bergerweg 29                                 | 50° 59' 60" NB, 5° 51' 9" OL  | 509589 | Meer afbeeldingen |
| Huis Millen | Kasteel, buitenplaats     | 1699 15e eeuw (poortgebouw) 16e eeuw (hoofdgebouw)                     |                                                | Huis Millen 2                                | 51° 1' 29" NB, 5° 52' 33" OL  | 513692 | Meer afbeeldingen |
| Landgoed Huis Millen: historische tuin- en parkaanleg                                                                                        | Tuin, park en plantsoen   | ca. 1450 of eerder                                                     |                                                | Huis Millen bij 2                            | 51° 1' 29" NB, 5° 52' 33" OL  | 513694 | Meer afbeeldingen |
| Ruïne kasteel Millen | Tuin, park en plantsoen   | 1365                                                                   |                                                | Huis Millen bij 2                            | 51° 1' 29" NB, 5° 52' 33" OL  | 513695 | Meer afbeeldingen |
| Landgoed Huis Millen: grote schuur | Bijgebouwen kastelen enz. | 1745-1755 (gevelstenen)                                                |                                                | Huis Millen bij 2                            | 51° 1' 29" NB, 5° 52' 33" OL  | 513696 | Meer afbeeldingen |
| Landgoed Huis Millen: tuinmuur | Tuin, park en plantsoen   | 1827 (eerste vermelding)                                               |                                                | Huis Millen bij 2                            | 51° 1' 29" NB, 5° 52' 33" OL  | 513697 | Upload foto |
| Landgoed Huis Millen: prieel | Tuin, park en plantsoen   | laat 19e of vroeg 20e eeuw                                             |                                                | Huis Millen bij 2                            | 51° 1' 29" NB, 5° 52' 33" OL  | 513698 | Upload foto |
| Landgoed Huis Millen: toegangsbrug | Tuin, park en plantsoen   | 18e of 19e eeuw                                                        |                                                | Huis Millen bij 2                            | 51° 1' 29" NB, 5° 52' 33" OL  | 513699 | Meer afbeeldingen |
| Watermolen bij Landgoed Huis Millen | Industrie- en poldermolen | 1849                                                                   |                                                | Huis Millen bij 2                            | 51° 1' 29" NB, 5° 52' 33" OL  | 513700 | Meer afbeeldingen |
| Vml. Klooster Mariahof | Klooster, kloosteronderdl | 1936-1937                                                              | Jos. Wielders                                  | Geldersestraat 26                            | 51° 0' 28" NB, 5° 51' 56" OL  | 521569 | Upload foto |
| St. Jozefschool | Onderwijs en wetenschap   | 1925                                                                   | Jos. Wielders                                  | Geldersestraat 24                            | 51° 0' 28" NB, 5° 51' 55" OL  | 521570 | Upload foto |
| R.K. Kerk H. Hart Overhoven | Kerk en kerkonderdeel     | 1929                                                                   | Jos. Wielders                                  | Geldersestraat 37                            | 51° 0' 28" NB, 5° 51' 57" OL  | 521571 | Meer afbeeldingen |
| Rectoraatswoning annex klooster | Klooster, kloosteronderdl | 1926                                                                   | Jos Wielders                                   | Geldersestraat 39                            | 51° 0' 30" NB, 5° 51' 59" OL  | 521572 | Rectoraatswoning annex klooster |
| Gemeenschapshuis Oos Kaar Overhoven | Kerk en kerkonderdeel     | 1922 1980-1981 (rest.)                                                 | Jos. Wielders                                  | Geldersestraat 38                            | 51° 0' 31" NB, 5° 52' 1" OL   | 521573 | Upload foto |
| Twee herenhuizen onder één kap | Woonhuis                  | 1921-1922                                                              | Nic. Ramakers                                  | Schuttestraat 16                             | 50° 59' 35" NB, 5° 51' 59" OL | 521579 | Upload foto |
| Huize Catharina | Woonhuis                  | 1921-1922                                                              | N. Ramakers                                    | Schuttestraat 8a                             | 50° 59' 36" NB, 5° 52' 0" OL  | 521580 | Upload foto |
| Twee herenhuizen onder één kap | Woonhuis                  | 1921-1922                                                              | Nic. Ramakers                                  | Schuttestraat 4                              | 50° 59' 37" NB, 5° 52' 1" OL  | 521581 | Upload foto |
| Twee herenhuizen onder één kap | Woonhuis                  | 1921-1922                                                              | Nic. Ramakers                                  | Schuttestraat 2                              | 50° 59' 40" NB, 5° 52' 1" OL  | 521582 | Upload foto |
| Vier herenhuizen onder één kap | Woonhuis                  | 1921-1922                                                              | Nic. Ramakers                                  | Jubileumstraat 15                            | 50° 59' 38" NB, 5° 51' 60" OL | 521583 | Upload foto |
| Twee herenhuizen onder één kap | Woonhuis                  | 1921-1922                                                              | Nic. Ramakers                                  | Julianaplein 1                               | 50° 59' 39" NB, 5° 51' 59" OL | 521584 | Upload foto |
| Twee herenhuizen onder één kap | Woonhuis                  | 1921-1922                                                              | Nic. Ramakers                                  | Jubileumstraat 11                            | 50° 59' 40" NB, 5° 51' 58" OL | 521585 | Upload foto |
| Vier herenhuizen onder één kap | Woonhuis                  | 1921-1922                                                              | Nic. Ramakers                                  | Jubileumstraat 3                             | 50° 59' 40" NB, 5° 51' 56" OL | 521586 | Upload foto |
| Voormalig herenhuis-kantoor onder één kap | Woonhuis                  | 1921-1922                                                              | Nic. Ramakers                                  | Jubileumstraat 1                             | 50° 59' 41" NB, 5° 51' 55" OL | 521587 | Upload foto |
| Twee herenhuizen onder één kap | Woonhuis                  | 1921-1922                                                              | Nic. Ramakers                                  | Emmastraat 7                                 | 50° 59' 40" NB, 5° 51' 54" OL | 521588 | Upload foto |
| Vier herenhuizen onder één kap | Woonhuis                  | 1921-1922                                                              | Nic. Ramakers                                  | Emmastraat 3                                 | 50° 59' 39" NB, 5° 51' 52" OL | 521589 | Upload foto |
| Twee herenhuizen onder één kap | Woonhuis                  | 1921-1922                                                              | Nic. Ramakers                                  | Emmastraat 1                                 | 50° 59' 39" NB, 5° 51' 52" OL | 521590 | Upload foto |
| Twee herenhuizen onder één kap | Woonhuis                  | 1924                                                                   | Nic. Ramakers                                  | Agricolastraat 120                           | 50° 59' 38" NB, 5° 51' 51" OL | 521591 | Upload foto |
| Zes herenhuizen onder één kap | Woonhuis                  | 1921                                                                   | Nic. Ramakers                                  | Agricolastraat 124                           | 50° 59' 38" NB, 5° 51' 52" OL | 521592 | Upload foto |
| Twee herenhuizen onder één kap | Woonhuis                  | 1924                                                                   | Nic. Ramakers                                  | Agricolastraat 136                           | 50° 59' 37" NB, 5° 51' 54" OL | 521593 | Upload foto |
| Twee herenhuizen onder één kap | Woonhuis                  | 1924                                                                   | Nic. Ramakers                                  | Agricolastraat 140                           | 50° 59' 36" NB, 5° 51' 55" OL | 521594 | Upload foto |
| Zes herenhuizen onder één kap | Woonhuis                  | 1924                                                                   | Nic. Ramakers                                  | Agricolastraat 144                           | 50° 59' 35" NB, 5° 51' 56" OL | 521595 | Upload foto |
| Twee herenhuizen onder één kap | Woonhuis                  | 1924                                                                   | Nic. Ramakers                                  | Agricolastraat 156                           | 50° 59' 34" NB, 5° 51' 58" OL | 521596 | Twee herenhuizen onder één kap |
| Twee herenhuizen onder één kap | Woonhuis                  | 1921-1922                                                              | Nic. Ramakers                                  | Julianaplein 20                              | 50° 59' 37" NB, 5° 51' 55" OL | 521597 | Upload foto |
| Zes herenhuizen onder één kap | Woonhuis                  | 1921-1922                                                              | Nic. Ramakers                                  | Julianaplein 8                               | 50° 59' 39" NB, 5° 51' 55" OL | 521598 | Upload foto |
| Twee herenhuizen onder één kap | Woonhuis                  | 1921-1922                                                              | Nic. Ramakers                                  | Julianaplein 4                               | 50° 59' 39" NB, 5° 51' 57" OL | 521599 | Meer afbeeldingen |
| Twee herenhuizen onder één kap | Woonhuis                  | 1921-1922                                                              | Nic. Ramakers                                  | Julianaplein 3                               | 50° 59' 38" NB, 5° 51' 58" OL | 521600 | Meer afbeeldingen |
| Zes herenhuizen onder één kap | Woonhuis                  | 1921                                                                   | Nic. Ramakers                                  | Julianaplein 7                               | 50° 59' 37" NB, 5° 51' 58" OL | 521601 | Upload foto |
| Twee herenhuizen onder één kap | Woonhuis                  | 1921                                                                   | Nic. Ramakers                                  | Julianaplein 19                              | 50° 59' 37" NB, 5° 51' 56" OL | 521602 | Upload foto |
| Kloostergebouw met Andreaskapel | Klooster, kloosteronderdl | 1889                                                                   |                                                | Leyenbroekerweg 113                          | 50° 59' 11" NB, 5° 52' 1" OL  | 521604 | Upload foto |
| Kloostervleugel,in een negentiende-eeuwse traditionele bouwstijl                                                                             | Klooster, kloosteronderdl | 1896                                                                   |                                                | Leyenbroekerweg 111                          | 50° 59' 12" NB, 5° 51' 59" OL | 521605 | Upload foto |
| Voormalige Duitstalige kloosterschool | Onderwijs en wetenschap   | 1900                                                                   |                                                | Leyenbroekerweg 111                          | 50° 59' 12" NB, 5° 51' 59" OL | 521606 | Upload foto |
| Kloostervleugel | Klooster, kloosteronderdl | 1905-1910                                                              |                                                | Leyenbroekerweg 111                          | 50° 59' 12" NB, 5° 51' 59" OL | 521607 | Upload foto |
| Kaiserbau | Klooster, kloosteronderdl | 1913                                                                   |                                                | Leyenbroekerweg 111                          | 50° 59' 12" NB, 5° 51' 59" OL | 521608 | Upload foto |
| R.K. Kerk Christus Koning | Klooster, kloosteronderdl | 1928                                                                   | Jos Wielders                                   | Leyenbroekerweg 109                          | 50° 59' 13" NB, 5° 52' 2" OL  | 521609 | R.K. Kerk Christus Koning |
| Zeven voetvallen | Straatmeubilair           | 1907-1925                                                              |                                                | Kollenberg                                   | 50° 59' 29" NB, 5° 52' 39" OL | 521611 | Upload foto |
| Hof van Olijven | Kapel                     | 1900-1925                                                              |                                                | Kollenberg                                   | 50° 59' 31" NB, 5° 52' 36" OL | 521612 | Upload foto |
| Pensionaat Ursulinen | Klooster, kloosteronderdl | 1860                                                                   |                                                | Oude Markt 5                                 | 50° 59' 57" NB, 5° 52' 12" OL | 521614 | Upload foto |
| Huis op de Berg | Woonhuis                  | 1642-1906                                                              | Henri Seelen                                   | Oude Markt 5                                 | 50° 59' 57" NB, 5° 52' 12" OL | 521615 | Huis op de Berg |
| Internaat Ursulinenklooster | Klooster, kloosteronderdl | 1871                                                                   |                                                | Oude Markt 3                                 | 50° 59' 57" NB, 5° 52' 14" OL | 521616 | Internaat Ursulinenklooster |
| Jezuiteninternaat Sint-Aloysiuscollege | Klooster, kloosteronderdl | 1873                                                                   | Albert Slootmaekers s.j.                       | Kerkepad 2                                   | 50° 59' 57" NB, 5° 52' 15" OL | 521617 | Jezuiteninternaat Sint-Aloysiuscollege |
| Zuidwestelijke aanbouw | Klooster, kloosteronderdl | 1880                                                                   |                                                | Kerkepad 2                                   | 50° 59' 57" NB, 5° 52' 15" OL | 521618 | Upload foto |
| Woninggroep Overhovenerheide: zes arbeiderswoningen onder één kap in traditionele stijl                                                      | Woonhuis                  | 1920                                                                   | Jan Stuyt                                      | Heistraat 81                                 | 51° 0' 35" NB, 5° 51' 47" OL  | 521620 | Meer afbeeldingen |
| Woninggroep Overhovenerheide: vier arbeiderswoningen onder één kap in traditionele stijl                                                     | Woonhuis                  | 1920                                                                   | Jan Stuyt                                      | Heistraat 73                                 | 51° 0' 35" NB, 5° 51' 49" OL  | 521621 | Meer afbeeldingen |
| Woninggroep Overhovenerheide: drie arbeiderswoningen onder één kap in traditionele stijl                                                     | Woonhuis                  | 1920                                                                   | Jan Stuyt                                      | Heistraat 67                                 | 51° 0' 35" NB, 5° 51' 50" OL  | 521622 | Meer afbeeldingen |
| Woninggroep Overhovenerheide: zes arbeiderswoningen onder één kap in traditionele stijl                                                      | Woonhuis                  | 1920                                                                   | Jan Stuyt                                      | St Petrusstraat 2                            | 51° 0' 36" NB, 5° 51' 50" OL  | 521623 | Upload foto |
| Woninggroep Overhovenerheide: zes arbeiderswoningen onder één kap in traditionele stijl                                                      | Woonhuis                  | 1920                                                                   | Jan Stuyt                                      | St Petrusstraat 14                           | 51° 0' 37" NB, 5° 51' 49" OL  | 521624 | Upload foto |
| Amerikaanse Huizen: villa in een door het nieuwe bouwen beïnvloede stijl                                                                     | Woonhuis                  | 1933                                                                   | Joseph Gärtner                                 | Vijverweg 8                                  | 50° 59' 30" NB, 5° 51' 53" OL | 521626 | Upload foto |
| Amerikaanse Huizen: villa in een door het nieuwe bouwen beïnvloede stijl                                                                     | Kasteel, buitenplaats     | 1933                                                                   | Joseph Gärtner                                 | Vijverweg 9                                  | 50° 59' 29" NB, 5° 51' 52" OL | 521627 | Upload foto |
| Amerikaanse Huizen: villa in een door het nieuwe bouwen beïnvloede stijl                                                                     | Woonhuis                  | 1933                                                                   | Joseph Gärtner                                 | Vijverweg 7                                  | 50° 59' 30" NB, 5° 51' 55" OL | 521628 | Upload foto |
| R.K. Kerk O.L.Vr. Geboorte | Kerk en kerkonderdeel     | 1934                                                                   | Jos Wielders                                   | In de Camp 1                                 | 51° 0' 11" NB, 5° 53' 31" OL  | 521629 | Meer afbeeldingen |
| Woonhuis, in een door de neo-renaissance beïnvloede traditionele bouwstijl                                                                   | Woonhuis                  | 1908                                                                   |                                                | Begijnenhofstraat 6                          | 50° 59' 56" NB, 5° 52' 2" OL  | 521632 | Upload foto |
| Voormalige brouwerij met voorraadschuur | Industrie                 | 1857-1900                                                              |                                                | Begijnenhofstraat 8                          | 50° 59' 57" NB, 5° 52' 2" OL  | 521633 | Upload foto |
| Woonhuis, in een door classicisme en zakelijk expressionisme beïnvloede bouwtrant                                                            | Woonhuis                  | 1921                                                                   | Jos. Martens                                   | Begijnenhofstraat 23                         | 50° 59' 57" NB, 5° 52' 4" OL  | 521634 | Upload foto |
| Huis Op 't Fort | Woonhuis                  | 1924                                                                   | Jac. Beurskens                                 | Dominicanenwal 1                             | 50° 59' 56" NB, 5° 52' 20" OL | 521636 | Huis Op 't Fort |
| Bioscoop Het Forum | Welzijn, kunst en cultuur | 1929                                                                   | Jos Wielders                                   | Engelenkampstraat 68                         | 50° 59' 48" NB, 5° 51' 56" OL | 521637 | Meer afbeeldingen |
| School voor Maatschappelijk Werk | Onderwijs en wetenschap   | 1934-1950                                                              | Jos Wielders                                   | Gouverneur van Hovellstraat 2                | 50° 59' 47" NB, 5° 51' 58" OL | 521638 | Upload foto |
| Voormalige stadsschool met onderwijzerswoning                                                                                                | Onderwijs en wetenschap   | 1863                                                                   | Ch. Weber (gebouw) Jos. Wielders (overkapping) | Kapittelstraat 6                             | 50° 59' 57" NB, 5° 52' 7" OL  | 521639 | Meer afbeeldingen |
| Herenhuis in eclectische stijl | Woonhuis                  | 1910                                                                   |                                                | Kloosterplein 1                              | 50° 59' 59" NB, 5° 52' 10" OL | 521640 | Herenhuis in eclectische stijl |
| Gemma-klooster | Klooster, kloosteronderdl | 1938                                                                   | Jos Wielders                                   | Leyenbroekerweg 52                           | 50° 59' 36" NB, 5° 52' 19" OL | 521641 | Upload foto |
| Vrijstaand herenhuis | Woonhuis                  | 1890-1910                                                              |                                                | Paardestraat 31                              | 50° 59' 55" NB, 5° 52' 21" OL | 521642 | Upload foto |
| Vrijstaand landhuis | Woonhuis                  | 1924-1925                                                              | Jos Wielders                                   | Parklaan 27                                  | 50° 59' 46" NB, 5° 51' 48" OL | 521643 | Meer afbeeldingen |
| Vrijstaand landhuis met elementen van de Amsterdamse school                                                                                  | Woonhuis                  | 1924-1925                                                              | Jos Wielders                                   | Parklaan 29                                  | 50° 59' 45" NB, 5° 51' 47" OL | 521644 | Vrijstaand landhuis met elementen van de Amsterdamse school                                                                                  |
| Villa Maria | Woonhuis                  | 1893-1923                                                              |                                                | Putstraat 63                                 | 50° 59' 47" NB, 5° 52' 24" OL | 521645 | Villa Maria |
| Vrijstaand herenhuis in een door het eclecticisme beïnvloede traditionele stijl                                                              | Woonhuis                  | 1908                                                                   |                                                | Rijksweg Zuid 10                             | 50° 59' 55" NB, 5° 51' 48" OL | 521646 | Upload foto |
| Tekenschool | Onderwijs en wetenschap   | 1907                                                                   |                                                | Rijksweg Zuid 43                             | 50° 59' 50" NB, 5° 51' 39" OL | 521647 | Tekenschool |
| Vier woonhuizen,in een romantiserende traditionele stijl                                                                                     | Woonhuis                  | 1916                                                                   | Joseph Wielders                                | Wilhelminastraat 30                          | 50° 59' 58" NB, 5° 51' 37" OL | 521648 | Upload foto |
| Café de Hollande | Horeca                    | 1895-1905                                                              |                                                | Markt 36                                     | 50° 59' 53" NB, 5° 52' 17" OL | 521649 | Meer afbeeldingen |
| Stadbroekermolen | Industrie- en poldermolen | 1582                                                                   |                                                | Oudeweg 235                                  | 51° 0' 26" NB, 5° 53' 4" OL   | 521650 | Meer afbeeldingen |
| St. Jozefschool | Onderwijs en wetenschap   | 1924                                                                   | Jos. Wielders                                  | Wilhelminastraat 2                           | 50° 59' 51" NB, 5° 51' 51" OL | 521652 | St. Jozefschool |
| Landhuis annex kantoor met garage in een door het functionalisme beïnvloede stijl                                                            | Werk-woonhuis             | 1933                                                                   | Jos. Wielders                                  | Parklaan 15                                  | 50° 59' 49" NB, 5° 51' 51" OL | 521654 | Upload foto |
| Stadspark Sittard | Tuin, park en plantsoen   | 1921-1933                                                              |                                                | Tegenover Vijverweg (tegenover)              | 50° 59' 23" NB, 5° 51' 46" OL | 521655 | Upload foto |
| Woonhuis met serre, in een door het eclecticisme beïnvloede traditionele stijl                                                               | Woonhuis                  | 1905                                                                   |                                                | Voorstad 2                                   | 50° 59' 55" NB, 5° 51' 53" OL | 521656 | Meer afbeeldingen |